# Antoine Louis Decrest de Saint-Germain
Pour les articles homonymes, voir Decrest et Saint-Germain.
Antoine Louis Decrest de Saint-Germain, né le 8 décembre 1761 à Paris et mort le 4 octobre 1835 à Neuilly, est un général français de la Révolution et de l’Empire.

## Biographie

### Du gendarme au général de brigade
Decrest entre au service le 15 février 1778, dans la gendarmerie de Lunéville. Le 20 octobre 1781 il passe avec le grade de lieutenant de cavalerie, dans la légion étrangère de Waldemer, et est admis le 25 février 1783 dans le corps de la petite gendarmerie. Le 1er août 1784 il est rayé des contrôles de cette arme pour des fautes de discipline. La Révolution française lui offre les moyens de se réhabiliter. Dès le 30 mars 1790, il figure dans les rangs de la garde nationale parisienne et le 22 juillet suivant, le ministre de la Guerre lui envoie une commission de capitaine dans les troupes à cheval. Il fait les campagnes de 1792 et 1793 aux armées du Nord et des Ardennes.
Le 16 décembre 1792 il est nommé lieutenant-colonel de la légion des Ardennes et en prend le commandement le 24 janvier 1793, avec le grade de chef de brigade. Suspendu de ses fonctions le 25 septembre 1793, comme suspecté d'incivisme, il n'est réintégré à la tête de ce corps — devenu entre-temps le 23e régiment de chasseurs à cheval — que le 13 août 1795, après s'être complètement justifié de l'accusation portée contre son patriotisme. Il fait les guerres de l'an IV à l'an VI aux armées du Nord et de Sambre-et-Meuse. Le 20 septembre 1796 il a le pied droit fracassé d'un boulet, et se fait remarquer à la bataille de Wiesbaden, devant Mayence le 22 avril 1797, dans une charge brillante de cavalerie ; dans cet engagement il a deux côtes enfoncées et le bras gauche fracturé.
Passé à l'armée du Danube en l'an VII, et à celle du Rhin en l'an VIII, il a 3 chevaux tués sous lui dans un combat d'avant-garde le 1er décembre 1800. Le 3 décembre, il contribue à la victoire de Hohenlinden où il perd un quatrième cheval. 

### Général de l'Empire

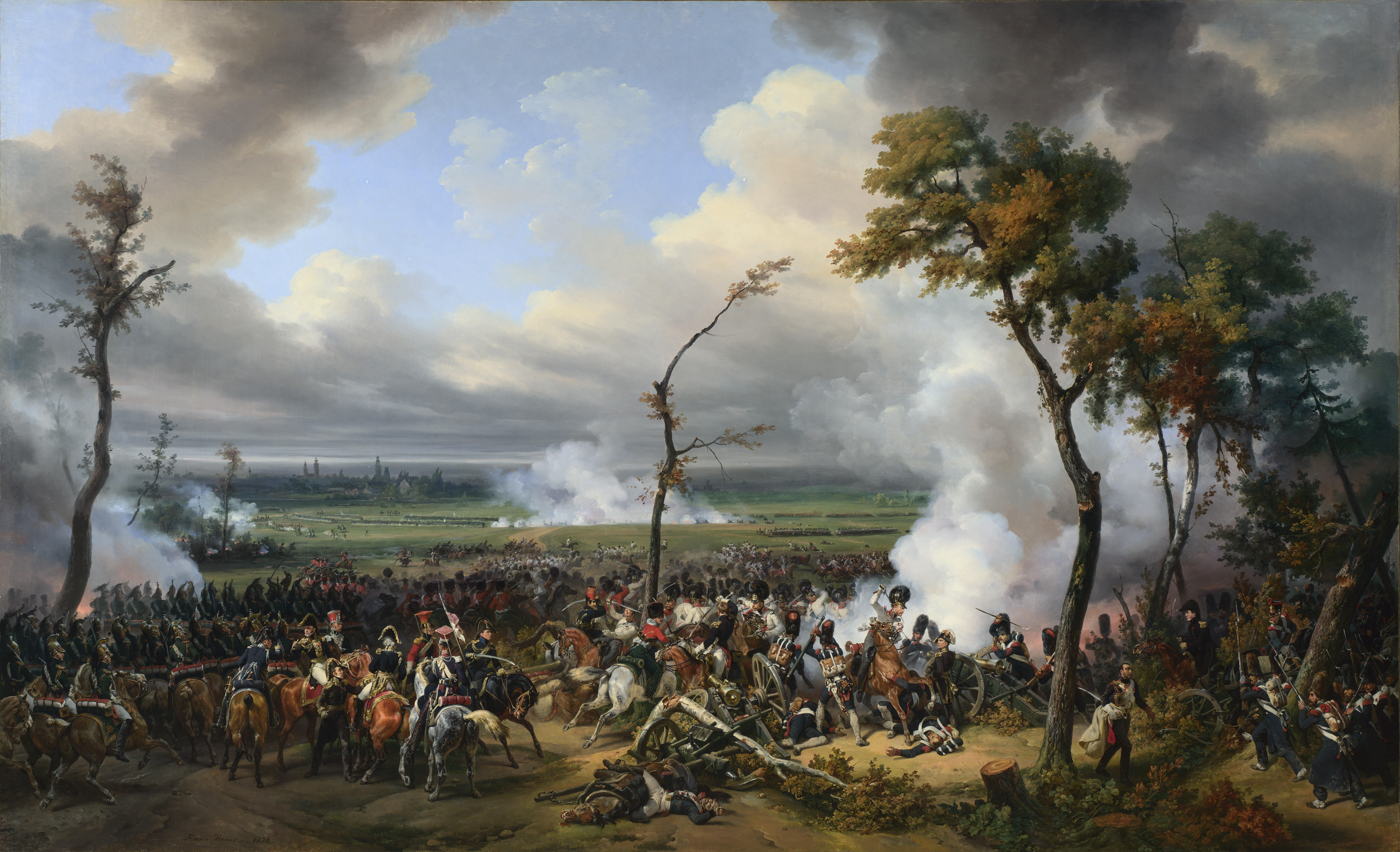
La bataille de Hanau, le 30 octobre 1813, vue par Horace Vernet.

Après les campagnes de 1803 à 1805 dans le Hanovre, il reçoit le 11 décembre 1803 la décoration de chevalier de la Légion d'honneur, et celle d'officier de l'ordre le 14 juin 1804. il est promu général de brigade le 22 janvier 1805 et il est employé en cette qualité le 2 mars suivant, dans la 20e division militaire. Au mois d'août 1805, il part du camp de Boulogne pour aller prendre, à la Grande Armée, le commandement d'une brigade de la 1re division de grosse cavalerie. Il doit aux services qu'il rend en 1806 et 1807, le grade de commandeur de la Légion d'honneur le 10 mai 1807.
Les charges qu'il exécute à la bataille d'Essling les 21 et 22 mai 1809, à la tête de sa brigade de grosse cavalerie, font l'objet d'un rapport particulier à l'Empereur. Nommé général de division le 12 juillet suivant, il prend le commandement de la 2e division de cuirassiers. Resté en Allemagne en 1810 et 1811, il reçoit le 18 août de cette dernière année, le commandement de la 1re division de cuirassiers de la Grande Armée. La campagne de Russie lui permet de s'illustrer à nouveau. C'est sous les yeux du roi de Naples qu'il mène des charges brillantes à Ostrovno les 25 et 26 juillet, et à la Moskova le 7 septembre.
Nommé commandant du 2e corps de cavalerie de la Grande Armée le 31 mars 1813, il se distingue le 30 octobre à la bataille de Hanau. À la tête de ses cuirassiers, il décide du succès de la journée par une charge exécutée à fond, à laquelle prennent part les grenadiers à cheval et les dragons de la Garde impériale. Les Bavarois sont culbutés et refoulés en désordre. Peu de temps après, Napoléon Ier lui confère le titre de comte de l'Empire.

### La dernière campagne: France, 1814

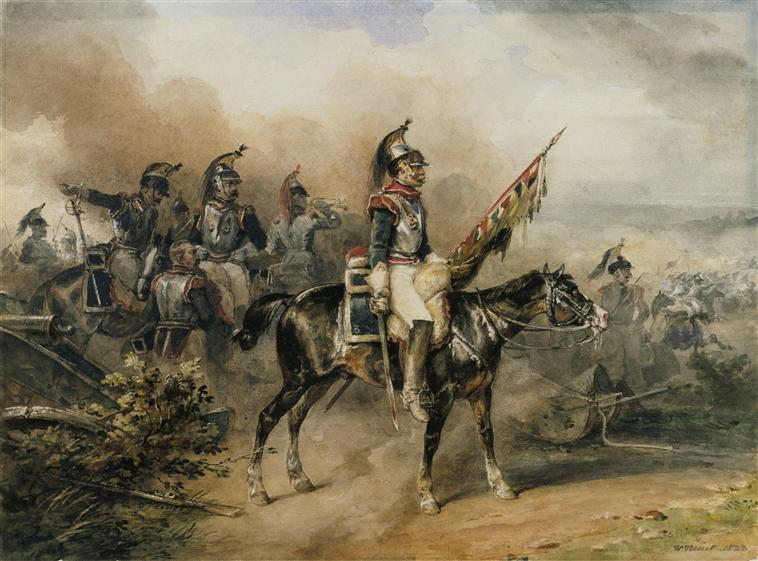
Des cuirassiers français pendant une charge, par Horace Vernet. À Vauchamps, les cuirassiers de la division Saint-Germain contribuent à la déroute prussienne.

Le 14 février 1814, à la tombée du jour, le général Grouchy rassemble les divisions Saint-Germain, Doumerc et Bordesoulle avec lesquelles il se précipite sur les derrières de Blücher, qui a pris position à Vauchamps. Les carrés prussiens sont enfoncés et les Français se rendent maîtres du champ de bataille. Le général Saint-Germain est cité avec éloges pour sa brillante conduite au cours de l'engagement. Le 2 mars, passée sous les ordres du maréchal Macdonald, sa division contribue à contenir l'armée coalisée qui s'est établie derrière l'Aube, à peu de distance du village de Laferté-sur-Aube. 
Il se signale de nouveau le lendemain à l'affaire des ponts de la Barse : les troupes chargées de défendre cette position, attaquées par le prince de Schwarzenberg, commencent à opérer un mouvement rétrograde lorsque le général Saint-Germain, qui s'en aperçoit, vient soutenir l'infanterie française et repousse l'ennemi après deux charges vigoureuses. Le 26 du même mois, sa division coopère à la reprise de Saint-Dizier, sous les yeux de l'Empereur.

### Sous la Restauration
Après la première abdication de Napoléon Ier, Louis XVIII le fait chevalier de Saint-Louis, inspecteur-général de cavalerie en mai 1814 et grand officier de la Légion d'honneur le 27 décembre suivant. Napoléon, à son retour, ne l'appelle pas près de lui. Ce n'est que le 7 juin suivant que le comte Saint-Germain reçoit l'ordre de se rendre à l'armée des Alpes pour y inspecter et y organiser la cavalerie qui doit en faire partie. Il est en non-activité depuis le second retour des Bourbons et le licenciement de l'armée, lorsqu'une décision ministérielle du 1er juillet 1818 le nomme inspecteur-général de la cavalerie dans les 15e et 16e divisions militaires. 
Decrest, replacé dans l'armée royale, n'a rien perdu de ses anciennes convictions et a gardé l'accent du temps passé. Le marquis de Nadaillac, colonel du 3e hussards, lui disant aimablement « mon général, voulez-vous faire à Mme la marquise de Nadaillac l'honneur de dîner chez elle ? », il répond : « monsieur, je ne dîne jamais chez les colonels que j'inspecte et, Monsieur le marquis, je ne leur donne jamais à dîner ! » Cette manière bourrue s'applique indistinctement à tous, il eût dit son fait au roi et l'on n'osait le mettre à la retraite : « celui qui m'y mettra, je lui ferai voir que je suis encore vert ! » Il est plus respecté que redouté. On le voit fumant sa pipe sur la terrasse de sa petite maison des Champs-Élysées ; quand passe un détachement de cavalerie de la garde qui vient d'escorter quelque prince, il crie : « tenez donc vos chevaux, vilains conscrits, tristes cavaliers ! » Les soldats le reconnaissent : « cela c'est le général Saint-Germain, un crâne troupier ! » À la cour, voyant des officiers boire du bouillon, son indignation éclate : « pardieu, messieurs, voilà une jolie boisson pour des soldats ! Buvez du punch ! Mais non, çà vous gratterait le gosier ; vous n'avez pas plus de force que toutes les pisseuses que vous faites danser ! » Propos insolites dans les Tuileries, mais ce soldat avait des grâces d'État.
Compris dans le cadre d'organisation de l'état-major général de l'armée le 30 décembre 1818 et mis en disponibilité le 1er janvier 1819, il est admis à la retraite par ordonnance du 30 août 1826. La Révolution de Juillet 1830 le relève de cette position. Il est placé le 7 février 1831 dans le cadre de réserve et admis de nouveau à la solde de retraite le 1er mai 1832.
Mort en 1835, il est inhumé au cimetière d'Auteuil.

## Titres
- Baron Decrest de Saint Germain et de l'Empire (décret du 19 mars 1808, lettres patentes du 15 janvier 1809 à Valladolid) ;
- Comte Saint-Germain et de l'Empire (décret impérial du 28 septembre 1813).

## Décorations
- Légion d'honneur :
  - Légionnaire le 11 décembre 1803, puis,
  - Officier le 14 juin 1804, puis,
  - Commandeur le 10 mai 1807, puis,
  - Grand officier de la Légion d'honneur le 27 décembre 1814 ;
- Chevalier de Saint-Louis en 1814.

## Hommages, honneurs, mentions…

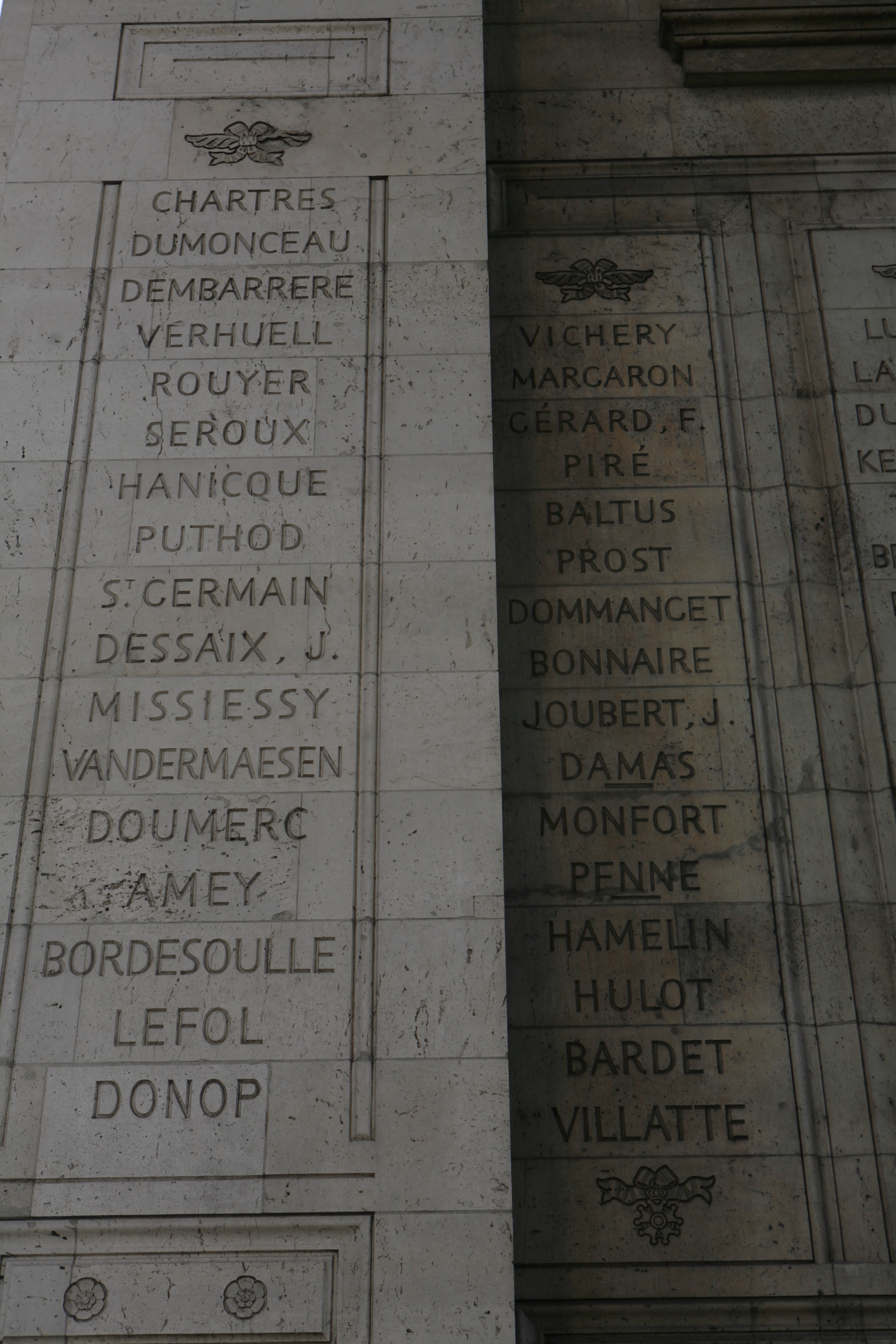
Noms gravés sous l'arc de triomphe de l'Étoile : pilier Ouest, 1ère et 2e colonnes.

- Il fait partie des 660 personnalités à avoir son nom gravé sous l'arc de triomphe de l'Étoile. Il apparaît sur la 1re colonne (l'arc indique St GERMAIN).

## Armoiries
| Figure | Blasonnement |
|        | Armes du baron Decrest de Saint Germain et de l'Empire D'or ; à la fasce échiquetée de sable et d'azur, accompagnée en pointe de trois grues de sable tenant chacune de la dextre leur vigilance d'argent et soutenues d'une terrasse de sinople, quartier des barons militaires., Livrées : les couleurs de l'écu ; le verd en bordure seulement. |